# Louis Barthou
Jean Louis Barthou (Oloron-Sainte-Marie, 25. kolovoza 1862. – Marseille, 9. listopada 1934.), bio je francuski političar i ministar. 

## Životopis
Jean Louis Barthou rodio se u mjestu Oloron-Sainte-Marie, Aquitaine, 1862. godine. 1913. godine postao je francuski predsjednik vlade a bio je i ministar rata (1920.), dopredsjednik vlade i ministar pravde (1926.).
Za vrijeme atentata u Marseilleu 9. listopada 1934. godine bio je ministar vanjskih poslova. Tada je atentator Vlado Černozemski ubio jugoslavenskoga kralja Aleksandra I. Karađorđevića a Barthou je bio smrtno ranjen. ↓1 Ranjeni Barthou prebačen je u operacijsku salu marseilleske bolnice Božji dom, gdje je izdahnuo u 17 sati i 40 minuta.  
Bio je primarna figura iza Franko-sovjetskog pakta, kojeg je potpisao njegov nasljednik Pierre Laval.